# The Man Who Mistook His Wife for a Hat
O Homem Que Confundiu Sua Mulher com um Chapéu (título original, em inglês:  The Man Who Mistook His Wife for a Hat) é um livro de 1985 escrito pelo neurologista Oliver Sacks (1933-2015) descrevendo os casos de alguns de seus pacientes que vivem imersos em sonhos, aberrações intelectuais e perceptuais fantásticas em consequência de danos cerebrais. São 24 ensaios sobre pacientes que perderam a memória de grande parte de seu passado ou que não eram mais capazes de reconhecer pessoas e objetos comuns. Em particular, o estudo de caso de um homem com agnosia visual (prosopagnosia) que tenta pegar seu chapéu mas pega a cabeça de sua esposa e tenta colocá-la na cabeça, sem conseguir perceber o que estava fazendo de errado.
Classifica tais histórias clínicas em 4 grupos:
- "Perdas" (ou déficits) de função neurológica
- "Excessos" correspondendo aos distúrbios excitados e produtivos
- "Transportes" referentes aos estados "oníricos" e ausências.
- "O mundo dos simples" onde analisa casos de retardo mental e autismo

Na categoria que ele denominou "Perdas" (capítulos de 1 a 9) incluiu casos clínicos de agnosia (prosopagnosia) com lesão do córtex ocipital, a histórica clínica que da título ao livro. Casos da Síndrome de Korsakoff; distúrbios ou déficits proprioceptivos, "negligência unilateral" e dano postural causado pela doença de Parkinson; casos de "membros fantasmas", de cegueira congênita associado à paralisia cerebral, déficts de percepção do campo visual ou heminatenção e um tipo específico de afasia conhecido como  "agnosia tonal"
A categoria que ele denominou "Excessos" reúne os capítulos 10 até 14 abrangendo as seguintes patologias e caos clínicos: síndrome de Tourette (dois casos distintos) , Neurosífilis (tardia), Síndrome de Korsakoff e Síndrome do lobo frontal.
Os capítulos compreendidos entre o número 15 a 20 reúne casos clínicos classificados por ele por "Transportes" que como dito acima referem-se a estados "oníricos" e ausências também definidas por reminiscências e percepção alterada. As patologias incluídas são síndromes do lobo temporal com histórias clínicas de alucinações musicais, "onirofrenia" e hipermnésia; Enxaquecas explorando suas auras e alterações do  cérebro olfativo com um caso de "hiperosmia" temporária.
Finalmente os casos clínicos dos capítulos 21 a 24 inclui casos de autismo com suas inteligências e talentos específicos, um caso semelhante de parkinsonismo pós meningite com extraordinária memória musical e o caso da deficiência intelectual ou o "mundo dos simples" como ele os denomina.

## Repercussões do livro
O livro se tornou a base para uma ópera do mesmo nome, composta por Michael Nyman.
Sacks, com este livro dá continuidade à sua proposição de realizar uma "neurofenomenologia do self" ou neuroantropologia, ao aperfeiçoar o relato de caso clínico transformando-os em uma narrativa ou história, contextualizada. Pode-se dizer que Sacks "humanizou" a neurologia ao dar voz a seus pacientes com distúrbios neurológicos e explorando a "subjetividade" de sua expressão. Reafirma desse modo as teorias do campo fenomenológico, essenciais para descrição e análise, o mais exata possível dos relatos verbais e observação do comportamento que traduzem as experiências subjetivas de distintas patologias.

Afasia por lesão das áreas de Broca e de Wernicke